# 1 000 kilomètres du Nürburgring 2007
Navigation
Édition précédente Édition suivante
Les 1 000 kilomètres du Nürburgring 2007 (1000 km Nürburgring 2007), disputées le 1er juillet 2007 sur le circuit du Nürburgring, sont la quarante-sixième édition de cette épreuve, la trente-huitième sur un format de 1 000 kilomètres, et la troisième manche des Le Mans Series 2007.

## Course

### Classement de la course
Classement à l'issue de la course (vainqueurs de catégorie en gras), :
| Pos.   | Catégorie | N° | Écurie                             | Pilotes                                                  | Châssis                             | Pneus | Tours |
| Pos.   | Catégorie | N° | Écurie                             | Pilotes                                                  | Moteur                              | Pneus | Tours |
| ------ | --------- | -- | ---------------------------------- | -------------------------------------------------------- | ----------------------------------- | ----- | ----- |
| 1      | LMP1      | 8  | Team Peugeot Total                 | Stéphane Sarrazin Pedro Lamy                             | Peugeot 908 HDi FAP                 | M     | 194   |
| 1      | LMP1      | 8  | Team Peugeot Total                 | Stéphane Sarrazin Pedro Lamy                             | Peugeot HDi 5.5L Turbo V12 (Diesel) | M     | 194   |
| 2      | LMP1      | 7  | Team Peugeot Total                 | Nicolas Minassian Marc Gené                              | Peugeot 908 HDi FAP                 | M     | 193   |
| 2      | LMP1      | 7  | Team Peugeot Total                 | Nicolas Minassian Marc Gené                              | Peugeot HDi 5.5L Turbo V12 (Diesel) | M     | 193   |
| 3      | LMP1      | 16 | Pescarolo Sport                    | Emmanuel Collard Jean-Christophe Boullion                | Pescarolo 01                        | M     | 191   |
| 3      | LMP1      | 16 | Pescarolo Sport                    | Emmanuel Collard Jean-Christophe Boullion                | Judd GV5.5 S2 5.5L V10              | M     | 191   |
| 4      | LMP1      | 15 | Charouz Racing System              | Jan Charouz Stefan Mücke Alex Yoong                      | Lola B07/17                         | M     | 188   |
| 4      | LMP1      | 15 | Charouz Racing System              | Jan Charouz Stefan Mücke Alex Yoong                      | Judd GV5.5 S2 5.5L V10              | M     | 188   |
| 5      | LMP1      | 9  | Creation Autosportif               | Jamie Campbell-Walter Shinji Nakano Felipe Ortiz         | Creation CA07                       | D     | 188   |
| 5      | LMP1      | 9  | Creation Autosportif               | Jamie Campbell-Walter Shinji Nakano Felipe Ortiz         | Judd GV5.5 S2 5.5L V10              | D     | 188   |
| 6      | LMP2      | 25 | Ray Mallock Ltd. (RML)             | Mike Newton Thomas Erdos                                 | MG-Lola EX264                       | M     | 188   |
| 6      | LMP2      | 25 | Ray Mallock Ltd. (RML)             | Mike Newton Thomas Erdos                                 | AER P07 2.0L Turbo I4               | M     | 188   |
| 7      | LMP2      | 32 | Barazi-Epsilon                     | Juan Barazi Michael Vergers Karim Ojjeh                  | Zytek 07S/2                         | M     | 187   |
| 7      | LMP2      | 32 | Barazi-Epsilon                     | Juan Barazi Michael Vergers Karim Ojjeh                  | Zytek ZG348 3.4L V8                 | M     | 187   |
| 8      | LMP1      | 10 | Arena Motorsports International    | Tom Chilton Hayanari Shimoda                             | Zytek 07S                           | M     | 187   |
| 8      | LMP1      | 10 | Arena Motorsports International    | Tom Chilton Hayanari Shimoda                             | Zytek 2ZG408 4.0L V8                | M     | 187   |
| 9      | LMP1      | 14 | Racing for Holland                 | David Hart Jan Lammers Jeroen Bleekemolen                | Dome S101.5                         | M     | 187   |
| 9      | LMP1      | 14 | Racing for Holland                 | David Hart Jan Lammers Jeroen Bleekemolen                | Judd GV5.5 S2 5.5L V10              | M     | 187   |
| 10     | LMP2      | 40 | Quifel ASM Team                    | Miguel Amaral Miguel Angel de Castro Ángel Burgueño (en) | Lola B05/40                         | D     | 187   |
| 10     | LMP2      | 40 | Quifel ASM Team                    | Miguel Amaral Miguel Angel de Castro Ángel Burgueño (en) | AER P07 2.0L Turbo I4               | D     | 187   |
| 11     | LMP2      | 27 | Horag Racing                       | Fredy Lienhard Didier Theys Eric van de Poele            | Lola B05/40                         | M     | 186   |
| 11     | LMP2      | 27 | Horag Racing                       | Fredy Lienhard Didier Theys Eric van de Poele            | Judd XV675 3.4L V8                  | M     | 186   |
| 12     | LMP1      | 13 | Courage Compétition                | Jean-Marc Gounon Guillaume Moreau                        | Courage LC70                        | M     | 185   |
| 12     | LMP1      | 13 | Courage Compétition                | Jean-Marc Gounon Guillaume Moreau                        | AER P32T 3.6L Turbo V8              | M     | 185   |
| 13     | LMP2      | 45 | Embassy Racing (en)                | Warren Hughes Neil Cunningham                            | Radical SR9                         | D     | 185   |
| 13     | LMP2      | 45 | Embassy Racing (en)                | Warren Hughes Neil Cunningham                            | Judd XV675 3.4L V8                  | D     | 185   |
| 14     | LMP2      | 31 | Binnie Motorsports                 | William Binnie Allen Timpany Chris Buncombe              | Lola B05/42                         | M     | 183   |
| 14     | LMP2      | 31 | Binnie Motorsports                 | William Binnie Allen Timpany Chris Buncombe              | Zytek ZG348 3.4L V8                 | M     | 183   |
| 15     | LMP2      | 35 | Saulnier Racing                    | Jacques Nicolet Alain Filhol Bruce Jouanny               | Courage LC75                        | M     | 182   |
| 15     | LMP2      | 35 | Saulnier Racing                    | Jacques Nicolet Alain Filhol Bruce Jouanny               | AER P07 2.0L Turbo I4               | M     | 182   |
| 16     | GT1       | 55 | Team Oreca                         | Stéphane Ortelli Soheil Ayari                            | Saleen S7-R                         | M     | 181   |
| 16     | GT1       | 55 | Team Oreca                         | Stéphane Ortelli Soheil Ayari                            | Ford 7.0L V8                        | M     | 181   |
| 17     | LMP1      | 18 | Rollcentre Racing                  | Stuart Hall João Barbosa Martin Short                    | Pescarolo 01                        | D     | 180   |
| 17     | LMP1      | 18 | Rollcentre Racing                  | Stuart Hall João Barbosa Martin Short                    | Judd GV5.5 S2 5.5L V10              | D     | 180   |
| 18     | GT1       | 72 | Luc Alphand Aventures              | Luc Alphand Jérôme Policand Patrice Goueslard            | Chevrolet Corvette C6.R             | M     | 180   |
| 18     | GT1       | 72 | Luc Alphand Aventures              | Luc Alphand Jérôme Policand Patrice Goueslard            | Chevrolet LS7.R (en) 7.0L V8        | M     | 180   |
| 19     | GT1       | 50 | Aston Martin Racing Larbre         | Christophe Bouchut Fabrizio Gollin Gabriele Gardel       | Aston Martin DBR9                   | M     | 180   |
| 19     | GT1       | 50 | Aston Martin Racing Larbre         | Christophe Bouchut Fabrizio Gollin Gabriele Gardel       | Aston Martin 6.0L V12               | M     | 180   |
| 20     | LMP1      | 19 | Chamberlain-Synergy Motorsports    | Gareth Evans Bob Berridge Peter Owen                     | Lola B06/10                         | M     | 179   |
| 20     | LMP1      | 19 | Chamberlain-Synergy Motorsports    | Gareth Evans Bob Berridge Peter Owen                     | AER P32T 4.0L Turbo V8              | M     | 179   |
| 21     | GT1       | 61 | Racing Box                         | Piergiuseppe Perazzini Marco Cioci Salvatore Tavano      | Saleen S7-R                         | M     | 178   |
| 21     | GT1       | 61 | Racing Box                         | Piergiuseppe Perazzini Marco Cioci Salvatore Tavano      | Ford 7.0L V8                        | M     | 178   |
| 22     | GT1       | 73 | Luc Alphand Aventures              | Jean-Luc Blanchemain Sébastien Dumez Vincent Vosse       | Chevrolet Corvette C5-R             | M     | 177   |
| 22     | GT1       | 73 | Luc Alphand Aventures              | Jean-Luc Blanchemain Sébastien Dumez Vincent Vosse       | Chevrolet LS7.R (en) 7.0L V8        | M     | 177   |
| 23     | GT1       | 51 | Aston Martin Racing Larbre         | Gregory Franchi Steve Zacchia Gregor Fisken              | Aston Martin DBR9                   | M     | 176   |
| 23     | GT1       | 51 | Aston Martin Racing Larbre         | Gregory Franchi Steve Zacchia Gregor Fisken              | Aston Martin 6.0L V12               | M     | 176   |
| 24     | LMP1      | 12 | Courage Compétition                | Alexander Frei Jonathan Cochet                           | Courage LC70                        | M     | 175   |
| 24     | LMP1      | 12 | Courage Compétition                | Alexander Frei Jonathan Cochet                           | AER P32T 3.6L Turbo V8              | M     | 175   |
| 25     | GT2       | 96 | Virgo Motorsport                   | Robert Bell Allan Simonsen                               | Ferrari F430GT                      | D     | 173   |
| 25     | GT2       | 96 | Virgo Motorsport                   | Robert Bell Allan Simonsen                               | Ferrari 4.0L V8                     | D     | 173   |
| 26     | GT2       | 77 | Team Felbermayr-Proton             | Marc Lieb Xavier Pompidou                                | Porsche 997 GT3-RSR                 | P     | 173   |
| 26     | GT2       | 77 | Team Felbermayr-Proton             | Marc Lieb Xavier Pompidou                                | Porsche 3.8L Flat-6                 | P     | 173   |
| 27     | GT2       | 90 | Farnbacher Racing                  | Allemagne Pierre Ehret Dirk Werner Lars-Erik Nielsen     | Porsche 997 GT3-RSR                 | P     | 172   |
| 27     | GT2       | 90 | Farnbacher Racing                  | Allemagne Pierre Ehret Dirk Werner Lars-Erik Nielsen     | Porsche 3.8L Flat-6                 | P     | 172   |
| 28     | GT2       | 97 | G.P.C. Sport                       | Matteo Bobbi Alessandro Bonetti Fabrizio de Simone       | Ferrari F430GT                      | P     | 171   |
| 28     | GT2       | 97 | G.P.C. Sport                       | Matteo Bobbi Alessandro Bonetti Fabrizio de Simone       | Ferrari 4.0L V8                     | P     | 171   |
| 29     | LMP2      | 20 | Pierre Bruneau                     | Pierre Bruneau Marc Rostan Simon Pullan                  | Pilbeam MP93                        | M     | 170   |
| 29     | LMP2      | 20 | Pierre Bruneau                     | Pierre Bruneau Marc Rostan Simon Pullan                  | Judd XV675 3.4L V8                  | M     | 170   |
| 30     | GT2       | 94 | Speedy Racing Team                 | Andrea Chiesa Jonny Kane Andrea Belicchi                 | Spyker C8 Spyder GT2-R              | D     | 170   |
| 30     | GT2       | 94 | Speedy Racing Team                 | Andrea Chiesa Jonny Kane Andrea Belicchi                 | Audi 3.8L V8                        | D     | 170   |
| 31     | GT2       | 82 | Team LNT                           | Richard Dean Lawrence Tomlinson                          | Panoz Esperante GT-LM               | P     | 170   |
| 31     | GT2       | 82 | Team LNT                           | Richard Dean Lawrence Tomlinson                          | Ford (Élan) 5.0L V8                 | P     | 170   |
| 32     | GT2       | 98 | Ice Pol Racing Team                | Yves Lambert Christian Lefort Stéphane Lemeret           | Ferrari F430GT                      | P     | 169   |
| 32     | GT2       | 98 | Ice Pol Racing Team                | Yves Lambert Christian Lefort Stéphane Lemeret           | Ferrari 4.0L V8                     | P     | 169   |
| 33     | GT2       | 92 | Thierry Perrier Perspective Racing | Philippe Hesnault Anthony Beltoise Nigel Smith           | Porsche 997 GT3-RSR                 | D     | 169   |
| 33     | GT2       | 92 | Thierry Perrier Perspective Racing | Philippe Hesnault Anthony Beltoise Nigel Smith           | Porsche 3.8L Flat-6                 | D     | 169   |
| 34     | LMP2      | 21 | Team Bruichladdich Radical         | Tim Greaves Stuart Moseley                               | Radical SR9                         | D     | 165   |
| 34     | LMP2      | 21 | Team Bruichladdich Radical         | Tim Greaves Stuart Moseley                               | AER P07 2.0L Turbo I4               | D     | 165   |
| 35     | GT2       | 76 | IMSA Performance Matmut            | Raymond Narac Richard Lietz                              | Porsche 997 GT3-RSR                 | M     | 165   |
| 35     | GT2       | 76 | IMSA Performance Matmut            | Raymond Narac Richard Lietz                              | Porsche 3.8L Flat-6                 | M     | 165   |
| 36     | GT2       | 78 | Scuderia Villorba Corse            | Alex Caffi Denny Zardo                                   | Ferrari F430GT                      | P     | 165   |
| 36     | GT2       | 78 | Scuderia Villorba Corse            | Alex Caffi Denny Zardo                                   | Ferrari 4.0L V8                     | P     | 165   |
| 37     | GT2       | 95 | James Watt Automotive              | Paul Daniels Dave Cox Joël Camathias                     | Porsche 997 GT3-RSR                 | D     | 165   |
| 37     | GT2       | 95 | James Watt Automotive              | Paul Daniels Dave Cox Joël Camathias                     | Porsche 3.8L Flat-6                 | D     | 165   |
| 38     | GT2       | 99 | JMB Racing                         | Paolo Maurizio Basso Bo McCormick                        | Ferrari F430GT                      | D     | 163   |
| 38     | GT2       | 99 | JMB Racing                         | Paolo Maurizio Basso Bo McCormick                        | Ferrari 4.0L V8                     | D     | 163   |
| 39     | GT2       | 88 | Team Felbermayr-Proton             | Christian Ried Horst Felbermayr Jr. Thomas Grüber        | Porsche 997 GT3-RSR                 | P     | 162   |
| 39     | GT2       | 88 | Team Felbermayr-Proton             | Christian Ried Horst Felbermayr Jr. Thomas Grüber        | Porsche 3.8L Flat-6                 | P     | 162   |
| 40     | GT2       | 79 | Team Felbermayr-Proton             | Horst Felbermayr Sr. Gerold Ried Philip Collin           | Porsche 911 GT3-RSR                 | P     | 161   |
| 40     | GT2       | 79 | Team Felbermayr-Proton             | Horst Felbermayr Sr. Gerold Ried Philip Collin           | Porsche 3.6L Flat-6                 | P     | 161   |
| 41     | LMP2      | 29 | T2M Motorsport                     | Robin Langechal Yutaka Yamagishi                         | Dome S101.5                         | M     | 159   |
| 41     | LMP2      | 29 | T2M Motorsport                     | Robin Langechal Yutaka Yamagishi                         | Mader 3.4L V8                       | M     | 159   |
| 42 NC  | GT2       | 84 | Chad Peninsula Panoz               | John Harsthorne Sean McInerney Michael McInerney         | Panoz Esperante GT-LM               | P     | 97    |
| 42 NC  | GT2       | 84 | Chad Peninsula Panoz               | John Harsthorne Sean McInerney Michael McInerney         | Ford (Élan) 5.0L V8                 | P     | 97    |
| 43 DNF | LMP2      | 44 | Kruse Motorsport                   | Tony Burgess Jean de Pourtales Norbert Siedler (en)      | Pescarolo 01                        | K     | 151   |
| 43 DNF | LMP2      | 44 | Kruse Motorsport                   | Tony Burgess Jean de Pourtales Norbert Siedler (en)      | Judd XV675 3.4L V8                  | K     | 151   |
| 44 DNF | GT2       | 85 | Spyker Squadron                    | Jaroslav Janiš Peter Kox                                 | Spyker C8 Spyder GT2-R              | D     | 79    |
| 44 DNF | GT2       | 85 | Spyker Squadron                    | Jaroslav Janiš Peter Kox                                 | Audi 3.8L V8                        | D     | 79    |
| 45 DNF | GT2       | 81 | Team LNT                           | Tom Kimber-Smith Danny Watts                             | Panoz Esperante GT-LM               | P     | 76    |
| 45 DNF | GT2       | 81 | Team LNT                           | Tom Kimber-Smith Danny Watts                             | Ford (Élan) 5.0L V8                 | P     | 76    |
| 46 DNF | LMP1      | 17 | Pescarolo Sport                    | Harold Primat Christophe Tinseau                         | Pescarolo 01                        | M     | 54    |
| 46 DNF | LMP1      | 17 | Pescarolo Sport                    | Harold Primat Christophe Tinseau                         | Judd GV5.5 S2 5.5L V10              | M     | 54    |
| 47 DNF | GT2       | 89 | Team Markland Racing               | Henrik Møller Sørensen Kurt Thiim Thorkild Thyrring      | Chevrolet Corvette Z06              | D     | 54    |
| 47 DNF | GT2       | 89 | Team Markland Racing               | Henrik Møller Sørensen Kurt Thiim Thorkild Thyrring      | Chevrolet LS7 (en) 7.0L V8          | D     | 54    |
| 48 DNF | LMP1      | 3  | Scuderia Lavaggi                   | Giovanni Lavaggi Cristian Corsini                        | Lavaggi LS1                         | D     | 29    |
| 48 DNF | LMP1      | 3  | Scuderia Lavaggi                   | Giovanni Lavaggi Cristian Corsini                        | Ford (PME) 6.0L V8                  | D     | 29    |
| 49 DNF | GT2       | 83 | G.P.C. Sport                       | Luca Drudi Gabrio Rosa Johnny Mowlem                     | Ferrari F430GT                      | P     | 21    |
| 49 DNF | GT2       | 83 | G.P.C. Sport                       | Luca Drudi Gabrio Rosa Johnny Mowlem                     | Ferrari 4.0L V8                     | P     | 21    |
| DSQ†   | GT1       | 59 | Team Modena                        | Antonio García Christian Fittipaldi                      | Aston Martin DBR9                   | M     | 180   |
| DSQ†   | GT1       | 59 | Team Modena                        | Antonio García Christian Fittipaldi                      | Aston Martin 6.0L V12               | M     | 180   |

## Statistiques
Les 1 000 kilomètres du Nürburgring 2007 représentent :